# Pseudoeurycea papenfussi
Pseudoeurycea papenfussi är en groddjursart som beskrevs av Parra-Olea, García-París, Hanken och David Burton Wake 2005. Pseudoeurycea papenfussi ingår i släktet Pseudoeurycea och familjen lunglösa salamandrar. IUCN kategoriserar arten globalt som nära hotad. Inga underarter finns listade i Catalogue of Life.